# Jugoslaviske dinarer
Den jugoslaviske dinar (kyrillisk: динар) var valuta for tre jugoslaviske stater: Kongeriget Jugoslavien, SFR Jugoslavien og Serbien og Montenegro mellem 1918 og 2003. Dinaren var inddelt i 100 para (kyrillisk: пара). Gennem tiden var der otte udgaver af den jugoslaviske dinar, hvor hyperinflationen i de tidlige 1990'ere stod for fire revaluaeringer mellem 1990 og 1994. Seks af disse otte udgaver har fået bestemte navne og adskilte ISO 4217-koder.
| Artikelstump | Spire Denne artikel om penge eller valuta er en spire som bør udbygges. Du er velkommen til at hjælpe Wikipedia ved at udvide den. |